# Tracy Bond
Teresa Bond (nata Draco, precedentemente Di Vicenzo), detta Tracy, è uno dei personaggi principali del romanzo di Ian Fleming Al servizio segreto di sua maestà del 1963. È una Bond girl del film Agente 007 - Al servizio segreto di Sua Maestà del 1969, dove è interpretata da Diana Rigg.

## Biografia

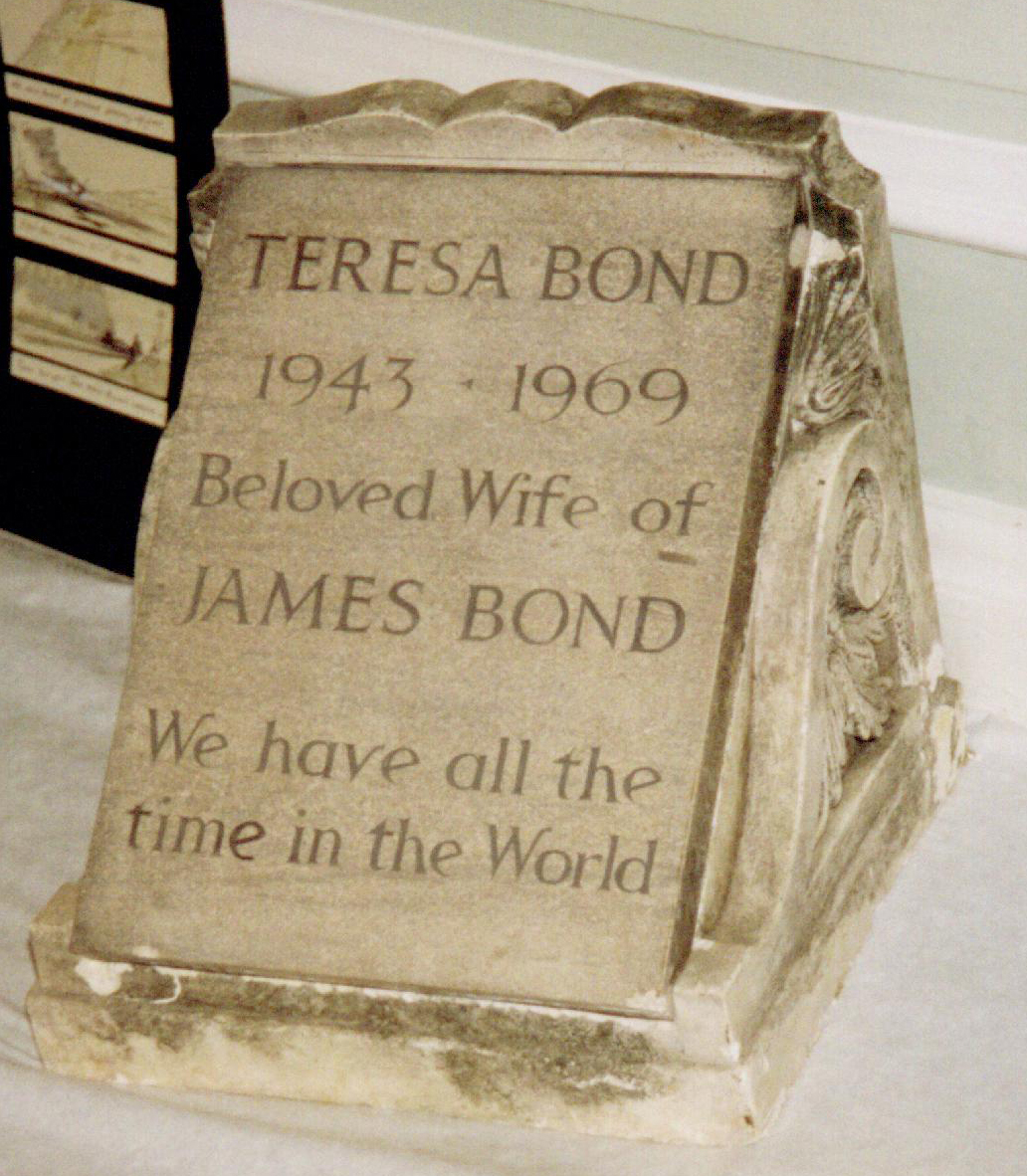
La lapide di Tracy Bond mostrata in Solo per i tuoi occhi (1981)

Tracy nasce dal matrimonio fra il capu della Mafia corsa, Marc-Ange Draco, e sua moglie, una donna inglese. Dopo la morte della madre, viene mandata a terminare il ciclo scolastico in Svizzera. Diviene, da adolescente, la pupilla del padre sebbene inizi a divenire nota in quanto protagonista della cronache mondane di tutto il mondo. Verrà poi definita dal suo stesso padre una ragazza cattiva. Si sposa per la prima volta con un conte italiano, tale Giulio Di Vicenzo, che in seguito morirà in un incidente d'auto, ma scopre che questi la tradisce e, fortemente sollecitata dal padre, ottiene il divorzio, sebbene incinta.
Quando il bambino muore, pochi mesi dopo il parto, cade in una profonda depressione, che la porta a tentare ripetutamente il suicidio. Proprio durante un tentativo di suicidio il suo destino si unisce a quello della spia britannica James Bond. Lui la salva in extremis e viene assoldato dal padre di lei per distrarla dalla tristezza. Sebbene rifiuti, fra i due si rivela esserci vero amore che culmina con il matrimonio.
Ma, non appena partiti per il viaggio di nozze, durante una sosta in cui 007 toglie i fiori dalla sua Aston Martin, addobbata per l'occasione, Tracy viene uccisa per sbaglio (al posto del vero obbiettivo, cioè Bond) dall'acerrimo nemico di suo marito, Ernst Stavro Blofeld, la cui segretaria spara un colpo di mitraglia sulla loro macchina, mentre l'affianca e la supera. Raggiunto da un poliziotto che chiede dell'accaduto, James Bond non può far altro che mormorare che non è successo niente: «Sta riposando, proseguiamo subito... Non c'è nessuna fretta, vede? Abbiamo tutto il tempo del Mondo...», mentre le bacia la fede e le dita della mano.

## Curiosità
- Bond, prima di essere perseguitato da Blofeld, in Solo per i tuoi occhi visita la sua tomba.
- Il suo vestito nuziale è stato messo in mostra all'Admiral Hotel di Milano.